# Баевка (Кемеровская область)
Баевка — посёлок в Новокузнецком районе Кемеровской области. Входит в состав Центрального сельского поселения.

## География
Центральная часть населённого пункта расположена на высоте 254 метров над уровнем моря.

## Население
По данным Всероссийской переписи населения 2010 года, в посёлке Баевка проживает 304 человека (146 мужчин, 158 женщин).